# Gotlands runinskrifter 204
G 204 är en urnordisk ( 400-t) brakteat (C-typ) av guld i Djupbrunns, Hogräns socken och Gotlands kommun.

## Inskriften
Translitterering av runraden:
ee͡lil
Normalisering till runsvenska:
ehwe(?)
Översättning till nusvenska:
Jag, eril
Runföljden anses vara en förvanskning av ett ek erilaʀ, samma som på G 85.